# Tick-Tock
„Tick-Tock“ (тик-так) е песен на украинската певица Мария Яремчук, с която представя Украйна на „Евровизия 2014“. Представена е за пръв път на 21 декември 2013 година на националната украинска селекция.
Благодарение на гласовете на публиката (над три хиляди гласа) и максимален брой точки от журито Яремчук печели първо място в селекцията и правото да представи страната на следващото издание на песенния конкурс.
Хореографията на песента е дело на британския танцьор и хореограф Франсиско Гомес.